# Dumyat Fort
Dumyat Fort liegt in 374 m Höhe auf einem Nebengipfel des 418 m hohen gleichnamigen Berges in den Ochil Hills, östlich von Bridge of Allan in der schottischen Council Area Stirling. Der Pfad zum Gipfel beginnt auf der von Bridge of Allan nach Norden führenden Nebenstraße, die in die Region Sheriff Muir östlich von Dunblane führt.

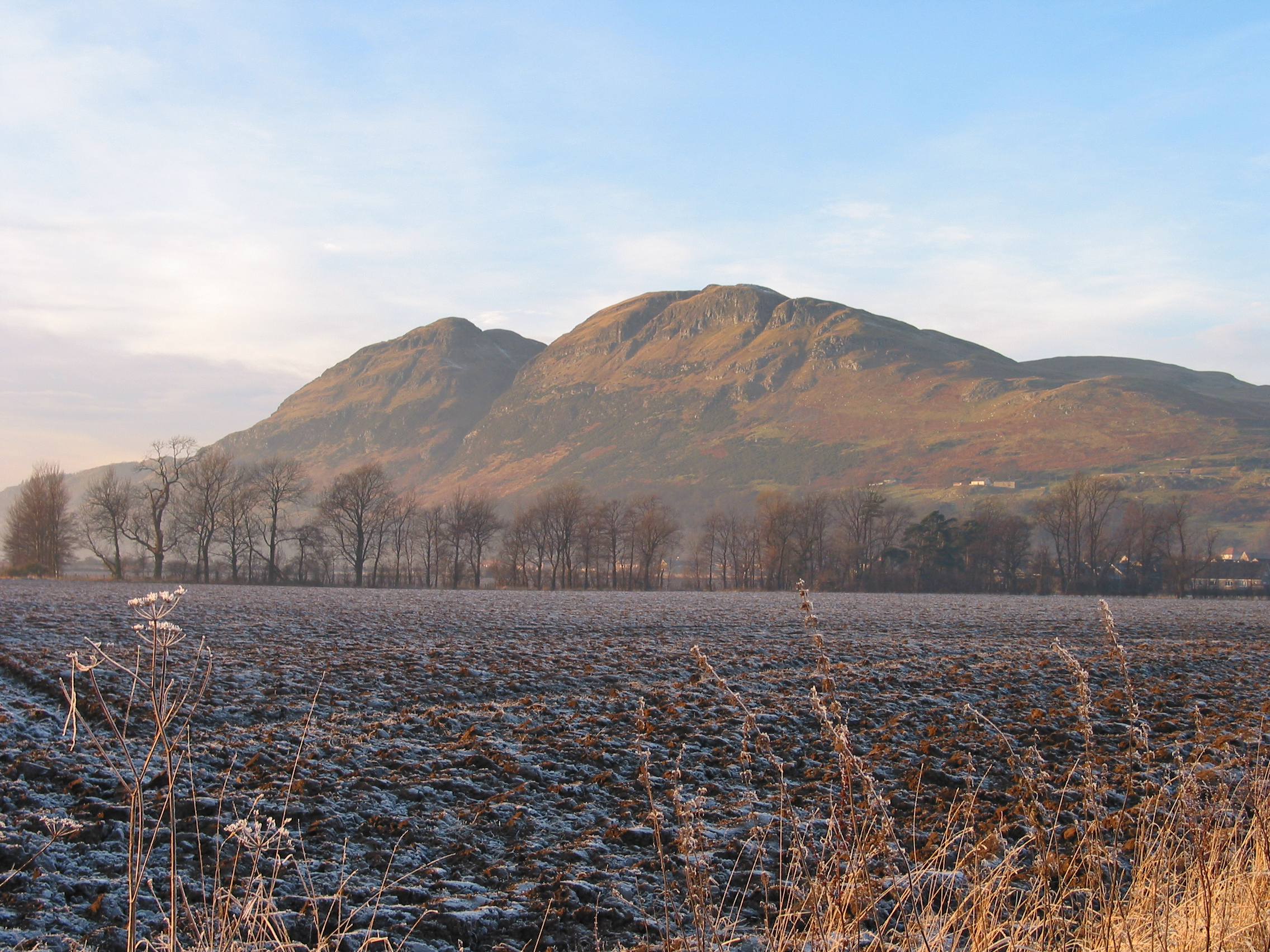
Blick zum Gipfel des Dumyat

Die Reste des prähistorischen Forts liegen an der Kante des Höhenrückens mit weitem Blick über das Tal des Forth und die umliegenden Hügel. Dumyat Fort wird im Süden und Osten durch die Abbruchkante sowie im Norden und Westen, wo der Eingang liegt, durch Mauern begrenzt. Im Inneren gibt es eine zweite Struktur, vergleichbar mit denen der Duns im Westen. Sie misst etwa 27 × 16 m, und ihre Mauer kann ursprünglich vier Meter stark gewesen sein. Ohne eine Ausgrabung sind die Chronologie und die Beziehung der verschiedenen Baulichkeiten zueinander aber nicht zu klären.
Der überlieferte Name kann mit einem schriftlichen Zeugnis über die Bevölkerung in diesem Teil Schottlands verbunden werden. Dumyat und Dun Myat sind Forts der Maeatae, einem Bündnis piktischer Stämme, das der römische Geschichtsschreiber, Konsul und Senator Cassius Dio im 3. Jahrhundert erwähnt. Der heutige Name der Hügel, so wird angenommen, ist eine Verballhornung von „Dun Maeatae“.
Die Anlage ist als Scheduled Monument denkmalgeschützt.